# Miami Open 2017
Il Miami Open 2017, noto anche come Miami Open presented by Itaú per motivi di sponsorizzazione, è stato un torneo di tennis che si è giocato su campi in cemento. È stata la 33ª edizione del Miami Masters, che fa parte della categoria ATP Tour Masters 1000 nell'ambito dell'ATP World Tour 2017, e della categoria Premier Mandatory nell'ambito del WTA Tour 2017. Sia il torneo maschile sia quello femminile si sono tenuti al Tennis Center at Crandon Park di Key Biscayne, vicino a Miami, dal 20 marzo al 2 aprile 2017.

## Partecipanti ATP

### Teste di serie
| Nazionalità | Giocatore             | Ranking* | Testa di serie |
| ----------- | --------------------- | -------- | -------------- |
| Svizzera    | Stan Wawrinka         | 3        | 1              |
| Giappone    | Kei Nishikori         | 4        | 2              |
| Canada      | Milos Raonic          | 5        | 3              |
| Svizzera    | Roger Federer         | 6        | 4              |
| Spagna      | Rafael Nadal          | 7        | 5              |
| Austria     | Dominic Thiem         | 8        | 6              |
| Croazia     | Marin Čilić           | 9        | 7              |
| Belgio      | David Goffin          | 12       | 8              |
| Bulgaria    | Grigor Dimitrov       | 13       | 9              |
| Rep. Ceca   | Tomáš Berdych         | 14       | 10             |
| Francia     | Lucas Pouille         | 15       | 11             |
| Australia   | Nick Kyrgios          | 16       | 12             |
| Stati Uniti | Jack Sock             | 17       | 13             |
| Spagna      | Roberto Bautista Agut | 18       | 14             |
| Spagna      | Pablo Carreño Busta   | 19       | 15             |
| Germania    | Alexander Zverev      | 21       | 16             |
| Croazia     | Ivo Karlović          | 22       | 17             |
| Stati Uniti | John Isner            | 23       | 18             |
| Spagna      | Albert Ramos Viñolas  | 24       | 19             |
| Francia     | Gilles Simon          | 25       | 20             |
| Uruguay     | Pablo Cuevas          | 26       | 21             |
| Stati Uniti | Sam Querrey           | 27       | 22             |
| Stati Uniti | Steve Johnson         | 28       | 23             |
| Lussemburgo | Gilles Müller         | 29       | 24             |
| Spagna      | Fernando Verdasco     | 30       | 25             |
| Germania    | Philipp Kohlschreiber | 31       | 26             |
| Spagna      | David Ferrer          | 32       | 27             |
| Germania    | Miša Zverev           | 33       | 28             |
| Argentina   | Juan Martín del Potro | 34       | 29             |
| Portogallo  | João Sousa            | 35       | 30             |
| Italia      | Paolo Lorenzi         | 36       | 31             |
| Spagna      | Feliciano López       | 37       | 32             |

* Ranking al 20 marzo 2017.

### Altri partecipanti
I seguenti giocatori hanno ricevuto una wild card per il tabellone principale:
- Thomaz Bellucci
- Michael Mmoh
- Andrej Rublëv
- Casper Ruud
- Mikael Ymer

I seguenti giocatori sono entrati in tabellone con il ranking protetto:
- Tommy Haas
- Tommy Robredo

I seguenti giocatori sono passati dalle qualificazioni:

- Radu Albot
- Benjamin Becker
- Aljaž Bedene
- Jared Donaldson
- Ernesto Escobedo
- Christian Harrison
- Darian King
- Michail Kukuškin
- Lukáš Lacko
- Dušan Lajović
- Tim Smyczek
- Frances Tiafoe

Il seguente giocatore è entrato in tabellone come lucky loser:
- Michail Južnyj

## Partecipanti WTA

### Teste di serie
| Giocatrice  | Nazionalità              | Ranking* | Testa di serie |
| ----------- | ------------------------ | -------- | -------------- |
| Germania    | Angelique Kerber         | 2        | 1              |
| Rep. Ceca   | Karolína Plíšková        | 3        | 2              |
| Romania     | Simona Halep             | 4        | 3              |
| Slovacchia  | Dominika Cibulková       | 5        | 4              |
| Polonia     | Agnieszka Radwańska      | 6        | 5              |
| Spagna      | Garbiñe Muguruza         | 7        | 6              |
| Russia      | Svetlana Kuznecova       | 8        | 7              |
| Stati Uniti | Madison Keys             | 9        | 8              |
| Ucraina     | Elina Svitolina          | 10       | 9              |
| Regno Unito | Johanna Konta            | 11       | 10             |
| Stati Uniti | Venus Williams           | 13       | 11             |
| Danimarca   | Caroline Wozniacki       | 14       | 12             |
| Russia      | Elena Vesnina            | 15       | 13             |
| Australia   | Samantha Stosur          | 18       | 14             |
| Rep. Ceca   | Barbora Strýcová         | 19       | 15             |
| Paesi Bassi | Kiki Bertens             | 20       | 16             |
| Russia      | Anastasija Pavljučenkova | 21       | 17             |
| Stati Uniti | Coco Vandeweghe          | 22       | 18             |
| Lettonia    | Anastasija Sevastova     | 23       | 19             |
| Spagna      | Carla Suárez Navarro     | 24       | 20             |
| Francia     | Caroline Garcia          | 25       | 21             |
| Francia     | Kristina Mladenovic      | 26       | 22             |
| Australia   | Dar'ja Gavrilova         | 27       | 23             |
| Ungheria    | Tímea Babos              | 28       | 24             |
| Italia      | Roberta Vinci            | 29       | 25             |
| Croazia     | Mirjana Lučić-Baroni     | 30       | 26             |
| Kazakistan  | Julija Putinceva         | 31       | 27             |
| Romania     | Irina-Camelia Begu       | 32       | 28             |
| Croazia     | Ana Konjuh               | 33       | 29             |
| Cina        | Zhang Shuai              | 34       | 30             |
| Russia      | Dar'ja Kasatkina         | 35       | 31             |
| Russia      | Ekaterina Makarova       | 36       | 32             |

* Ranking al 6 marzo 2017.

### Altre partecipanti
Le seguenti giocatrici hanno ricevuto una wild card per il tabellone principale:
- Amanda Anisimova
- Paula Badosa Gibert
- Ashleigh Barty
- Nicole Gibbs
- Beatriz Haddad Maia
- Bethanie Mattek-Sands
- Ajla Tomljanović
- Natal'ja Vichljanceva

Le seguenti giocatrici sono entrate nel tabellone principale passando dalle qualificazioni:

- Madison Brengle
- Verónica Cepede Royg
- Jana Čepelová
- Marina Eraković
- Anett Kontaveit
- Varvara Lepchenko
- Patricia Maria Tig
- Kurumi Nara
- Risa Ozaki
- Aljaksandra Sasnovič
- Taylor Townsend
- Donna Vekić

La seguente giocatrice è entrata nel tabellone principale come lucky loser:
- Magda Linette

## Punti
| Torneo              | V    | F   | SF  | QF  | 4T  | 3T | 2T   | 1T   | Q    | Q2   | Q1   |
| Singolare maschile  | 1000 | 600 | 360 | 180 | 90  | 45 | 25*  | 10   | 16   | 8    | 0    |
| Doppio maschile     | 1000 | 600 | 360 | 180 | 90  | 0  | N.D. | N.D. | N.D. | N.D. | N.D. |
| Singolare femminile | 1000 | 650 | 390 | 215 | 120 | 65 | 35*  | 10   | 30   | 20   | 2    |
| Doppio femminile    | 1000 | 650 | 390 | 215 | 120 | 10 | N.D. | N.D. | N.D. | N.D. | N.D. |

* I giocatori con un bye ricevono i punti del primo turno.

## Montepremi
Il montepremi complessivo è di 15 582 828$.
| Torneo              | V          | F        | SF       | QF       | 4T      | 3T      | 2T      | 1T      | Q2    | Q1    |
| Singolare maschile  | 1 175 505$ | 573 680$ | 287 515$ | 146 575$ | 77 265$ | 41 350$ | 22 325$ | 13 690$ | 4075$ | 2085$ |
| Singolare femminile | 1 175 505$ | 573 680$ | 287 515$ | 146 575$ | 77 265$ | 41 350$ | 22 325$ | 13 690$ | 4075$ | 2085$ |
| Doppio maschile     | 385 170$   | 187 970$ | 94 220$  | 48 010$  | 25 320$ | 13 550$ | N.D.    | N.D.    | N.D.  | N.D.  |
| Doppio femminile    | 385 170$   | 187 970$ | 94 220$  | 48 010$  | 25 320$ | 13 550$ | N.D.    | N.D.    | N.D.  | N.D.  |

## Campioni

### Singolare maschile
Roger Federer ha sconfitto in finale  Rafael Nadal con il punteggio di 6-3, 6-4.
- È il novantunesimo titolo in carriera per Federer, terzo della stagione. È il ventiseiesimo Master 1000 in carriera, terzo titolo a Miami e terzo Sunshine Double.

### Singolare femminile
Johanna Konta ha sconfitto in finale  Caroline Wozniacki con il punteggio di 6-4, 6-3.
- È il terzo titolo in carriera per Konta, secondo della stagione.

### Doppio maschile
Łukasz Kubot /  Marcelo Melo hanno sconfitto in finale  Nicholas Monroe /  Jack Sock con il punteggio di 7-5, 6-3.

### Doppio femminile
Gabriela Dabrowski /  Xu Yifan hanno sconfitto in finale  Sania Mirza /  Barbora Strýcová con il punteggio di 6-4, 6-3.